# Euphorbia stoddartii
Euphorbia stoddartii là một loài thực vật có hoa trong họ Đại kích. Loài này được Fosberg mô tả khoa học đầu tiên năm 1978.